# American Water
Albums de Silver Jews
The Natural Bridge
(1996) Bright Flight
(2001)
American Water est le troisième album studio du groupe d'indie rock Silver Jews. Sorti en 1998 aux formats LP et CD sur les labels Drag City (DC149) en Amérique et Domino Records (WIG56) en Europe, American Water a été enregistré au Rare Book Room de Brooklyn et masterisé aux studios Abbey Road. Les musiciens jouant sur l'album sont Tim Barnes, David Berman, Mike Fellows, Stephen Malkmus et Chris Stroffolino. La couverture est de Chris Kysor.
Selon un article de 1998 du magazine en ligne Addicted to Noise, le titre de travail de l'album était The Late, Great Silver Jews en référence à l'album de 1972 de Townes Van Zandt. Certaines chansons enregistrées pour l'album n'en font finalement pas partie, par exemple "Self-Ignition" (sortie en face B du single "Send in the Clouds") et "Police Conversation, 1783", restée inédite.

## Liste des pistes
Toutes les chansons sont écrites et composées par David Berman, sauf indication contraire.
| 1.    | Random Rules                |                                  | 4:00 |
| 2.    | Smith & Jones Forever       |                                  | 3:20 |
| 3.    | Night Society               |                                  | 2:19 |
| 4.    | Federal Dust                | - David Berman - Stephen Malkmus | 4:03 |
| 5.    | People                      |                                  | 4:45 |
| 6.    | Blue Arrangements           | - Berman - Malkmus               | 4:40 |
| 7.    | We Are Real                 |                                  | 4:24 |
| 8.    | Send in the Clouds          |                                  | 5:26 |
| 9.    | Like Like the the the Death |                                  | 4:00 |
| 10.   | Buckingham Rabbit           |                                  | 4:58 |
| 11.   | Honk If You're Lonely       | - Berman - Gate Pratt            | 2:49 |
| 12.   | The Wild Kindness           |                                  | 3:54 |
| 47:53 |                             |                                  |      |